# Clonuncaria cimolioptera
Clonuncaria cimolioptera es una especie de polilla de la familia Tortricidae. Se encuentra en Bolivia.